# Sternschnecken
Die Sternschnecken (Doridacea) sind eine Teilordnung der Nacktkiemer innerhalb der Ordnung Hinterkiemerschnecken. Die in allen Weltmeeren auftretenden kleinen bis großen gehäuselosen Schnecken sind Fleischfresser, die sich von unterschiedlichen sessilen Tieren ernähren.

## Merkmale
Die Sternschnecken haben oft einen abgeflachten Körper und tragen keine Fortsätze (Cerata), stattdessen jedoch oft kleine Knötchen. In der Haut befinden sich Skleriten. Die Schnecken haben an ihrem Kopf ein Paar langer stark geruchs- und strömungsempfindlicher Fühler, die Rhinophoren. Wie anderen Nacktkiemerschnecken fehlen den Sternschnecken Mantelhöhle und Schale. Der After befindet sich oben im hinteren Drittel des Rückens und ist von einem Kranz äußerer Kiemen umgeben, auf dessen oft sternartiger Form der Name der Schnecken beruht.
Die Sternschnecken leben meist auf steinigem Untergrund und fressen sessile Tiere, je nach Art sind dies Schwämme, Moostierchen, Seescheiden oder auch Seepocken.
Die Sternschnecken sind Zwitter, die sich mit ihren Penissen wechselseitig begatten. Jedes Tier produziert Eizellen und Spermien und hat zwei weibliche Öffnungen – die Mündungen von Vagina und Eileiter (Ovidukt) – sowie eine männliche Geschlechtsöffnung mit dem Samenleiter, in die der Penis zurückgezogen wird. Eine Blase hinter der Vagina, die Bursa, nimmt zunächst die Spermien des Geschlechtspartners auf. Spermien für die spätere innere Befruchtung von Eizellen werden in einer zweiten Blase, dem Samenbeutel (Receptaculum seminis) gespeichert. Die Befruchtung findet in einer Erweiterung des Eileiters statt. Die Eier werden in Gelegen aus tausenden Eikapseln abgelegt, aus denen Veliger-Larven schlüpfen. Diese tragen während ihrer pelagischen Phase zeitweise eine winzige Schale, die später wieder verloren geht, so dass durch die Metamorphose eine gehäuselose Nacktschnecke entsteht. Eine Ausnahme unter den Nacktkiemern bilden einige Arten aus der Familie Dendrodorididae, bei denen es eine direkte Entwicklung gibt, also fertige Schnecken schlüpfen.

## Systematik

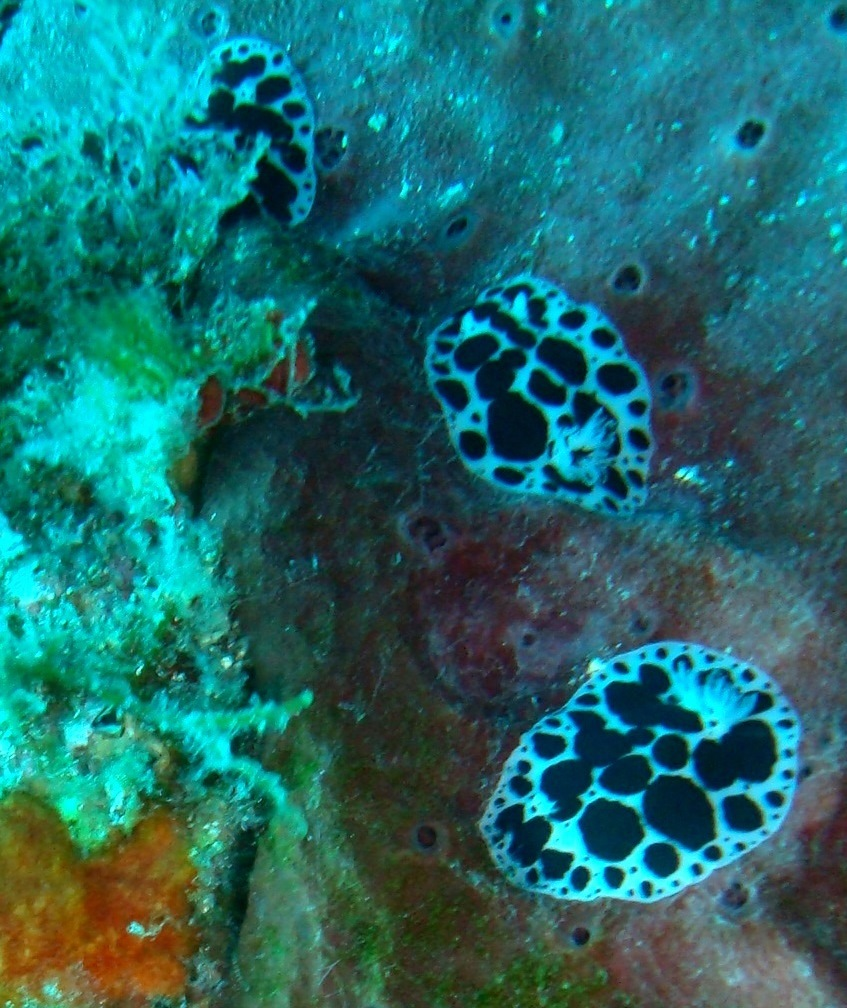
Drei Exemplare von Peltodoris atromaculata (Mittelmeer)

Nach Bouchet und Rocroi (2005) gehören zu den Sternschnecken (Doridacea) vier Überfamilien mit fünfzehn Familien. Angegeben sind auch einige Artbeispiele:
- Überfamilie Doridoidea
  - Familie Dorididae, Meerzitronen
    - Warzenbuckel (Doris verrucosa)
    - Meerzitrone (Archidoris pseudoargus)

  - Familie Cadlinidae
    - Glatte Prachtsternschnecke (Cadlina laevis)

  - Familie Actinocyclidae
  - Familie Chromodorididae, Prachtsternschnecken
    - Koi-Prachtsternschnecke (Chromodoris coi)

  - Familie Discodorididae
    - Peltodoris atromaculata
- Überfamilie Phyllidioidea
  - Familie Phyllidiidae, Warzenschnecken
    - Augenfleck-Warzenschnecke (Phyllidia ocellata)

  - Familie Dendrodorididae
  - Familie Mandeliidae
- Überfamilie Onchidoridoidea (= Phanerobranchiata Suctoria)
  - Familie Onchidorididae
    - Weichwarzige Sternschnecke (Acanthodoris pilosa)
    - Rote Sternschnecke (Adalaria proxima)
    - Diaphorodoris luteocincta
    - Diaphorodoris papillata
    - Braungefleckte Sternschnecke (Onchidoris bilamellata)
    - Raue Sternschnecke (Onchidoris muricata, früher Doris muricata[3])

  - Familie Corambidae
  - Familie Goniodorididae
    - Weiße Griffelschnecke (Ancula gibbosa)
    - Weiß-Transparente Goniodoris (Goniodoris nodosa)
- Überfamilie Polyceroidea (= Phanerobranchiata Non Suctoria)
  - Familie Polyceridae, Hörnchenschnecken (Neon-Sternschnecken)
    - Gefleckte Hörnchenschnecke (Palio dubia)
    - Gestreifte Hörnchenschnecke (Polycera quadrilineata)
    - Färöische Hörnchenschnecke (Polycera faeroensis)
    - Gepunktete Hörnchenschnecke (Limacia clavigera)
    - Helikopter-Schnecke (Thecacera picta)

  - Familie Aegiridae (bei Bouchet und Rocroi 2005 Falschschreibung Aegiretidae).
  - Familie Gymnodorididae
  - Familie Hexabranchidae, Spanische Tänzerinnen
  - Familie Okadaiidae